# Fouace (Aveyron)
Pour les articles homonymes, voir Fouace.
La fouace, fouasse ou foassa est un gros pain en forme de couronne élaboré dans le Rouergue et la Haute-Auvergne. Il s'agit d'une fabrication ménagère de pâte à pain, parfumée d'eau de fleur d'oranger, légèrement sucrée et beurrée, assez dense, à base de farine de blé tendre et enrichie avec des œufs. Faisant l'objet d'une panification sur levain, elle se conserve facilement une grosse semaine si préservée du dessèchement.

## Étymologie
Du rouergat « foassa » issu du bas-latin « foassia » (pain cuit sous la cendre) lui-même dérivé du latin « focus » (foyer).
Les francisations (« fouace », « fouasse ») cohabitent avec l'appellation rouergate originelle.

## Composition
La fouasse se compose de farine de froment, d'œufs, de beurre, d'eau, de sucre, d'eau de fleur d'oranger et de sel.

## Commerce
Dans l'Aveyron, le Cantal, la Lozère, le commerce de la fouasse est largement alimenté par des transformations de la petite industrie agroalimentaire aveyronnaise et, pour de moindres volumes, par quelques artisans.
Ces préparations sont assez différentes de la fouasse traditionnelle en prenant souvent une texture briochée sèche.